# 羅克福德鎮區 (內布拉斯加州蓋奇縣)
羅克福德鎮區（英語：Rockford Township）是位於美國內布拉斯加州蓋奇縣的一個行政鎮區。

## 地方資料
羅克福德鎮區的面積為92.96平方千米，當中陸地面積為92.17平方千米，而水域面積為0.79平方千米。根據2020年美國人口普查的數據，當地共有人口285人，而人口密度為每平方千米3.07人。